# Nils Graf Stenbock-Fermor
Nils Graf Stenbock-Fermor (signierte auch als Nils Stenbock oder STEN, * 21. Augustjul. / 3. September 1904greg. auf Schloss Nitau bei Riga, Russisches Kaiserreich; † 15. Oktober 1969 in Hamburg) war ein deutschbaltischer Zeichner, Maler und Bühnenbildner.

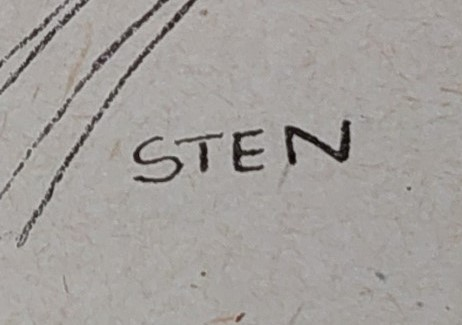
Signatur STEN

## Leben und Werk
Er entstammt der schwedisch-deutschbaltisch-russischen Adelsfamilie Stenbock. Alexander Graf Stenbock-Fermor war sein zwei Jahre älterer Bruder. Er wuchs in Riga auf, wo er ersten Zeichenunterricht erhielt. Nach der Russischen Revolution kam er nach Hamburg und lernte beim Verlag Otto Meissner. Anschließend ging er nach Berlin und studierte bei Emil Orlik an den Vereinigten Staatsschulen für Freie und Angewandte Kunst; die Zeitschrift Jugend druckte erste Arbeiten von ihm.
Um 1930 war er als Bühnenbildner für Erwin Piscator tätig; er wurde zum gefragten Porträtzeichner für Schauspieler. Seine Porträts und Karikaturen erschienen vor allem in der Grünen Post.
Für das 1935 als Nachfolger des Kabaretts Die Katakombe von Bruno Fritz, Günter Neumann und Tatjana Sais gegründete Kabarett Tatzelwurm schuf er eine Reihe Bühnenbilder.

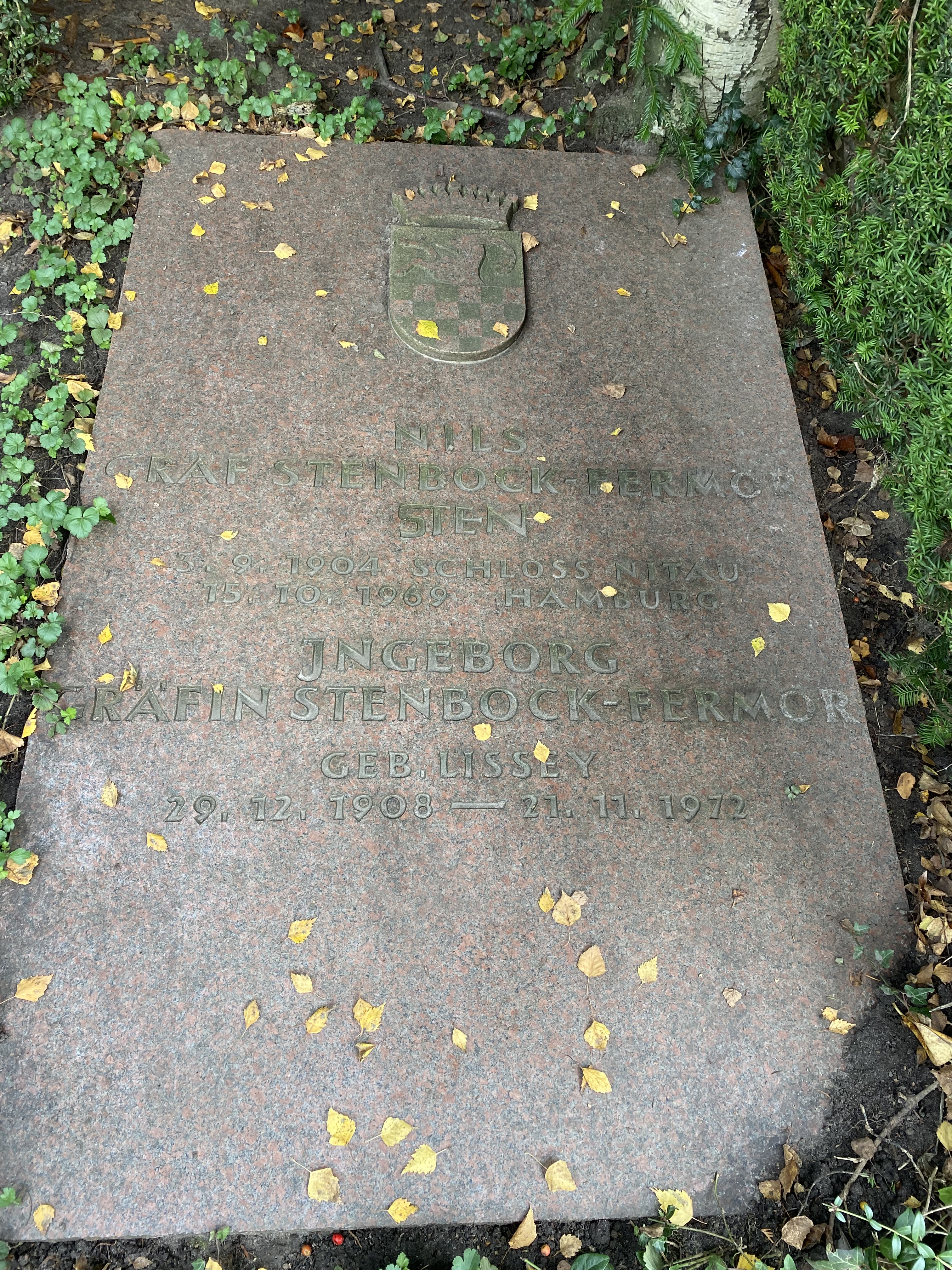
Grabstätte

Als 1936 der Schweriner Dom einen Zwischenaltar erhielt, malte er dafür ein Altarbild. Es zeigt Christus inmitten einer historistisch kostümierten Fünfergruppe, die Priester, Ritter, Landmann, Ratsherr und König als Vertreter der Ständegesellschaft umfasst. Christus wendet sich mit ausgestreckter Hand einer außerhalb der Reihe am linken Bildrand stehenden Gestalt zu, die als junger Arbeiter bzw. Landarbeiter gedeutet werden kann. Das Bild kann als Programmbild des Religiösen Sozialismus angesehen werden, hat aber auch Bezüge zur Theologie der nationalsozialistischen Deutschen Christen. Nach der Überlieferung sind zwei der Figuren nach damals tätigen Pastoren und religiösen Sozialisten modelliert: der Ritter zeigt die Züge des Schweriner Dompredigers Karl Kleinschmidt, der kniende König die des Pastors Aurel von Jüchen. Das Bild, das schon 1938 wieder seine Funktion als Altarbild verlor, aber an verschiedenen Standorten im Schweriner Dom blieb und heute im nördlichen Chorumgang gegenüber der Thomaskapelle zu sehen ist, war damals und ist bis heute nicht unumstritten.
Nach 1945 lebte er in Hamburg und illustrierte Bücher für den Flensburger Christian-Wolff-Verlag. Insbesondere seine Illustrationen zu Grimms Märchen wurden immer wieder aufgelegt. Er starb nach langer Krankheit, die seine Mobilität und Sprache schwer beeinträchtigte, und wurde auf dem Nienstedtener Friedhof beigesetzt. 
1930 hatte Nils Graf Stenbock-Fermor in erster Ehe die Zeichnerin Lenore Marie, geb. Brennert (* 14. Juni 1906 in Berlin; † 23. Dezember 1990) geheiratet. Sie emigrierte später mit dem gemeinsamen Sohn  in die USA und lebte in Oregon.

## Werke

### Malerei
- Altarbild (1936), heute im Chorumgang des Schweriner Doms

### Schriften
- Die Truhe des Herrn Sinzelius.  Hamburg: Ellermann 1952

### Illustrationen
- Hans Erman: Profile: deutsches Gästebuch im Kriegsjahr 1939/40. Mit einem Vorwort von Hermann Esser. Textzeichnungen: Nils Stenbock und Friedrich Gaebel. Berlin: Curtius, 1940
- Der kleine Spaßvogel. Belauscht von Hans Reimann; Nils Stenbock; Kurt Flemig, Berlin: Curtius 1940
- Filmstars in Karikatur und Anekdote. Zeichnungen von Nils Graf Stenbock. Anekdoten gesammelt und neu erzählt von F.G. Genzel. Berlin: Frommhagen 1941
- Pogge van Ranken: Nebenbei notiert. Heitere Verse, illustriert von Nils Graf Stenbock, Flensburg/Hamburg: Chr. Wolff 1946
- Märchen der Brüder Grimm. Mit bunten Bildern von Nils Graf Stenbock, Flensburg/Hamburg: Wolff 1948 (mehrere Neuauflagen bis 1973)
- Siegfried von Vegesack: Die kleine  Hausapotheke. Mit Zeichnungen von Nils Stenbock, Flensburg: Wolff 1948
- Lewis Carroll: Alice im Wunderland. Übertragen von R. G. L. Barrett. Illustrationen von Nils Graf Stenbock-Fermor, Wedel in Holstein: Alster-Verlag 1948
- Pogge van Ranken: Der Götze  einer Nacht: Erzählung. Mit sechs farbigen Bildern von Nils Graf Stenbock. [Flensburg]: Wolff [1958]
- Die schönsten  Märchen von Hans Christian Andersen. Illustriert von Nils Stenbock, Flensburg: Wolff [1961]